# Walter von Geroldseck
Walter von Geroldseck (* 1231; † 12. Februar 1263) war von 1260 bis zu seinem Tode Bischof von Straßburg.

## Leben
Walter stammte aus der im Schwarzwald, am oberen Neckar, in der Rheinebene und im Elsass begüterten Familie der Herren von Geroldseck.
Er wurde 1247 Domherr und 1252 Dompropst in Straßburg. Am 27. März 1260 wurde Walter zum Bischof von Straßburg gewählt, seine Bestätigung und Weihe zum Bischof erfolgte jedoch erst zu Beginn des Folgejahrs. Seine Amtszeit war geprägt vom Kampf gegen die Autonomiebestrebungen der Straßburger Bürgerschaft. Walter wurde von den benachbarten Adelsgeschlechtern unterstützt. Nachdem jedoch der spätere König Rudolf von Habsburg auf die Seite der Straßburger überwechselte und die elsässischen Städte Colmar, Kaysersberg und Mülhausen in seinen Besitz brachte, erlitten Walters Truppen am 8. März 1262 in der Schlacht von Hausbergen eine entscheidende Niederlage. Walters Bruder Hermann I. von Geroldseck, Landvogt im Elsass, Breisgau und in der Ortenau, fiel in der Schlacht. Nach einem vorläufigen Frieden vom 9. Juli nahm Walter im November den Kampf wieder auf, verlor jedoch die Unterstützung seiner Verbündeten. Kurze Zeit später, am 12. Februar verstarb er und wurde in Dorlisheim beigesetzt. Erst sein Nachfolger Heinrich schloss einen dauerhaften Frieden mit der Stadt Straßburg.